# Sauze di Cesana
Sauze di Cesana (occitano Lo Sause de Cesana, piamontés Sàuze 'd Cesan-a) es un municipio italiano, situado en la región del Piamonte. En el año 2007 tenía 240 habitantes. Está situado en el Valle de Susa, uno de los Valles Occitanos. Limita con los municipios de Abriès (Altos Alpes), Cesana Torinese, Pragelato, Prali y Sestriere.

## Administración
| Período | Nombre             | Partido      |
| ------- | ------------------ | ------------ |
| 2004-   | Erwin Strazzabosco | Lista cívica |

## Evolución demográfica
| Gráfica de evolución demográfica de Sauze di Cesana entre 1861 y 2001 |
|                                                                       |
| Fuente ISTAT - elaboración gráfica de Wikipedia                       |